# Розпад Османської імперії
Розпад Османської імперії — період історії Османської імперії, що продовжувався з 1908 (Молодотурецької революції) по 1922 (Розділ Османської імперії).

## Передісторія
У вересні 1683 року непереможна турецька армія зазнала поразки під Віднем. Подальші невдачі призвели до укладання у 1699 році Карловицького миру, за умовами якого Османська імперія втратила Угорщину, Трансільванію і Тімішоару. Перша половина XVIII ст. відзначилася перемінними успіхами імперії, яка відстояла недоторканність кордонів на дипломатичних перемовинах.
Наприкінці XVIII — у першій половині XIX ст. Оттоманська Порта зазнала нищівних поразок у війнах з Росією. Внаслідок їх уся територія Північного Причорномор'я до річок Прут і Дунай була включена до складу Російської імперії. Також Туреччина втратила Буковину, яка у 1775 році увійшла до складу Габсбурзької монархії.
У 1821 році розпочалося повстання в Греції, яке призвело до утворення незалежної держави (1829). Спроба взяти реванш у Росії за минулі поразки у війнах обернулася невдачею. За Адріанопольським договором Туреччина втратила дельту Дунаю, визнала приєднання Кавказу до Росії і надала автономію Сербії. 
Після перемоги у Східній війні, бездарно програній Росією, Олександр II був змушений віддати Османській імперії значну частину Бессарабії. Однак нова російсько-турецька війна призвела до відмови європейських держав від курсу на збереження територіальної цілісності Османської імперії. Сербія, Чорногорія та Румунія проголосили свою незалежність (1878), Франція окупувала Туніс (1881), Греція приєднала Фессали (1881), Велика Британія окупувала Єгипет (1882), Болгарія анексувала Східну Румелію (1885). Крит внаслідок Грецького повстання фактично відпав від імперії (1897).    

## Перебіг подій

### Османська імперія напередодні Першої світової війни
У 1908 році Крит, скориставшись Молодотурецькою революцією, оголосив енозіс з Грецією. В боротьбу за поділ османських територій включилася Італія, яка восени 1911 року розв'язала загарбницьку війну за дві останні північноафриканські провінції імперії — Триполітанію і Киренаїку. Султанська Туреччина виявилася зовсім непідготовленою до війни: слабкі гарнізони не могли чинити серйозного опору італійським військам, посиленим артилерією і навіть авіацією. Перекидання підкріплень виявилося неможливим через панування італійців на морі і відмову британців пропустити турків через Єгипет. Тим не менш воєнні дії набули затяжного характеру, оскільки місцеве арабське населення розпочало партизанську війну проти загарбників. Аби змусити Стамбул піти на укладання миру, Італія окупувала Додеканеські острови, її флот бомбардував Бейрут і ряд інших морських портів, здійснив напад на Дарданелли. За Лозаннським мирним договором 1912 року Порта змушена була відмовитись від прав на Триполітанію і Киренаїку, які надалі утворили італійську колонію Лівію, не повернула Італія і Додеканеські острови, хоча за договором вони підлягали поверненню Туреччині. Військові невдачі младотурків були вміло використані їхніми супротивниками, і до влади прийшла партія «Свобода і згода».

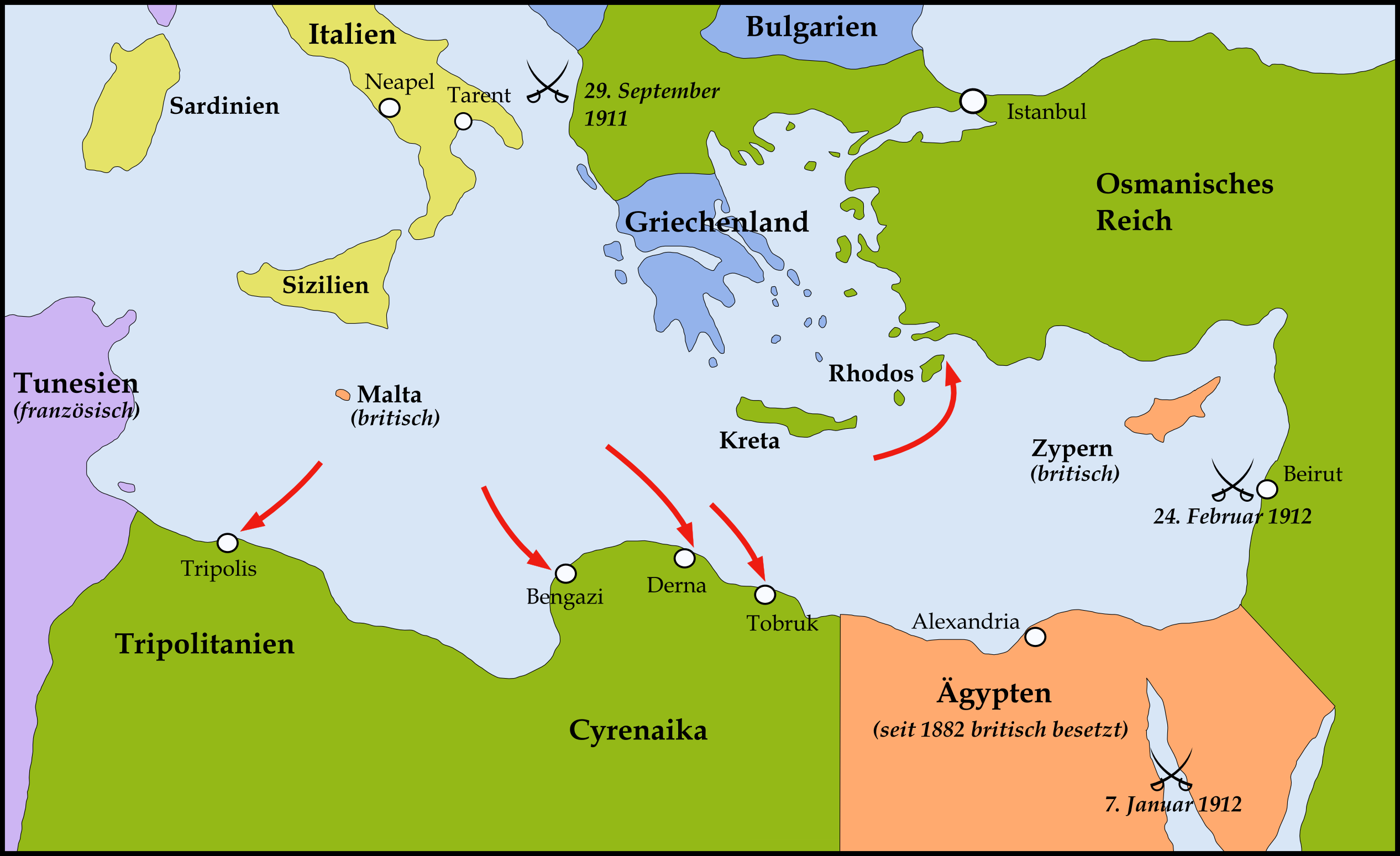
Італійські колонії в Лівії та на Родосі

У Триполітанській війні знову проявилася слабкість Османської імперії. Наслідком став виступ проти неї коаліції балканських держав у складі Болгарії, Сербії, Греції та Чорногорії. Приводом до нової війни став конфлікт, який виник у зв'язку з відмовою султанського уряду надати автономію Македонії та Фракії. У воєнних діях, які розгорнулися з жовтня 1912 року, 350-тисячна турецька армія зіткнулася з удвічі переважаючими військами Балканського союзу. Союзники здобули ряд великих перемог, наступ болгарських військ вдалося зупинити лише неподалік від Стамбула. Уряду ітилафістів довелося звернутися до великих держав з проханням про мирне посередництво. Поки тривали перемовини, молодотурки, в свою чергу, використали невдачі ітилафістів, щоб захопити владу шляхом військового перевороту. Однак їх спроби змінити ситуацію на Балканах успіху не мали. Лондонський мирний договір 30 травня 1913 року, який завершив Першу Балканську війну, звів турецькі володіння в Європі до невеликої території навколо Стамбула і в зоні проток. Незалежним князівством стала Албанія.
Розбіжності, що спалахнули між союзниками під час поділу відвойованих у Туреччини областей, стали причиною Другої Балканської війни в червні-серпні 1913 року. В ній Туреччина спільно з Румунією підтримала Сербію, Грецію та Чорногорію проти Болгарії. Мирний договір, підписаний в Бухаресті після поразки болгар, повернув Порті Східну Фракію з Едірне.

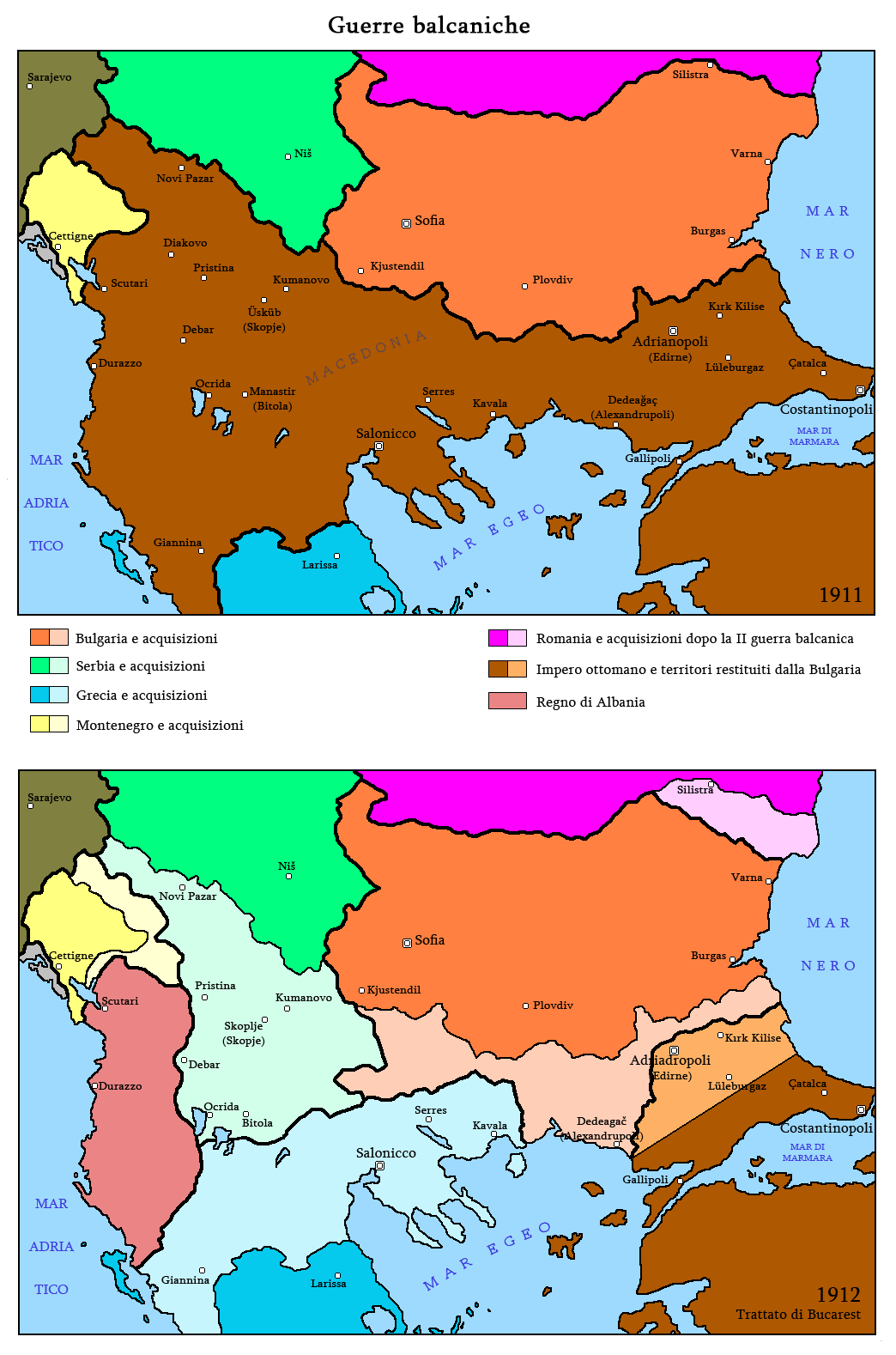
Територіальні зміни після Балканських війн

Наприкінці 1913 року влада в Османській імперії перейшла в руки молодотурецького «триумвірату» — військового міністра Енвер-паші, міністра внутрішніх справ та голови центрального комітету «Єдність і прогрес» Талаат-паші, морського міністра та губернатора Стамбула Джемаль-паші. Двоє «старших партнерів» по триумвірату — Талаат і Енвер — виступали за орієнтацію на Німеччину, вважаючи, що за її підтримки Туреччина доб'ється звільнення від капітуляційного режиму і здійснить свої пантюркістські плани. За активного сприяння Енвера в Туреччину було запрошено військову місію генерала Лімана фон Сандерса. Відтоді османська армія опинилася під контролем Німеччини.

### Поділ імперії
Ще до закінчення Першої світової війни країни Антанти підготували плани поділу Османської імперії. Їх здійснення призвело б до ліквідації Туреччини як окремої держави. 7 жовтня 1918 року, коли розгром султанської Туреччини став неминучим, младотурки були змушені відмовитись від влади. З'їзд партії, скликаний через декілька днів після відставки уряду Талаат-паші, ухвалив рішення про її саморозпуск. Противники ітихадистів, які очолювали уряд, негайно розпочали перемовини про укладання перемир'я. 30 жовтня 1918 року на борту англійського військового корабля «Агамемнон» в порті Мудрос на острові Лемнос в Егейському морі британським адміралом Сомерсетом Гоу-Калторпом та міністром ВМФ Туреччини Хюсейном Рауфом було підписано перемир'я, яке означало повну капітуляцію Порти перед державами Антанти.
Одразу ж після підписання Мудроського перемир'я британські війська розпочали військову окупацію як передбачених, так і не передбачених договором територій. 2 листопада 1918 року, під приводом захисту своїх шляхів сполучення в Месопотамії, англійці захопили багатий нафтою Мосульський район, а також один з найважливіших портів Середземномор'я — Александретту. Згодом Велика Британія зміцнила своє домінуюче становище і в зоні Чорноморських проток, пославши туди більшу частину кораблів свого середземноморського флоту і захопивши найважливіші військово-морські укріплення. 13 листопада британські війська висадились у Стамбулі і окупували Чорноморські протоки разом з французами та італійцями.
У цей період в турецькій столиці відбулася зміна уряду. На чолі султанського кабінету став Міністр закордонних справ за Абдул Гаміда II Ахмед Тевфік-паша. Новий прем'єр уклав у грудні 1918 року з генералом Алленбі таємну англо-турецьку угоду, яка отримала назву Десяти додаткових умов генерала Алленбі до Мудроської угоди. 
На початку січня 1919 року, спираючись на цю угоду, британські війська окупували Кілікію і прилеглі території, хоча за таємною угодою Сайкс-Піко 1916 року Кілікія повинна була передаватись Франції. Однак французька бригада, яка перебувала у Бейруті, була надто слабкою для здійснення окупації Кілікії. Питання про поділ окупованих територій Османської імперії мало вирішитись на Паризькій мирній конференції, яка відкрилася 18 січня 1919 року.
Невдовзі Верховна Рада Антанти ухвалила рішення про відокремлення Вірменії, Сирії, Палестини, Аравії та Месопотамії від Османської імперії. У лютому 1919 року прем'єр-мністр Греції Елефтеріос Венізелос звернувся до Паризької мирної конференції з вимогою передати Греції Ізмірську область. Союзні держави прийняли з цього питання позитивне рішення, і грецькі війська 15 травня 1919 року висадились в Ізмірі, захопивши місто і весь прилеглий до нього район.
Дії західних держав в Туреччині викликали обурення населення. З початку 1919 року виникають осередки опору по всій країні: у січні 1919 року партизанський рух розпочався на півдні, а у травні — в західній частині Анатолії. Під керівництвом місцевої інтелігенції та офіцерства утворюються «Товариства захисту прав населення». З-поміж керівників одного з них висунувся Мустафа Кемаль, який 19 травня 1919 року прибув зі Стамбула в Самсун.
23 липня 1919 року в Ерзерумі відбувся з'їзд «Товариств захисту прав» східних вілаєтів. Було обрано виконавчий комітет на чолі з Мустафою Кемалем, який прагнув не допустити розчленування Туреччини. Рішення Ерзурумського конгресу були розвинуті на Сіваському конгресі, скликаному від імені Товариства захисту прав Анатолії та Румелії 4-11 вересня 1919 року.     
На відміну від Ерзерумського конгресу конгрес в Сівасі виступав під девізом захисту територіальної недоторканності та цілісності не лише східних вілаєтів, але й всієї Османської імперії. Рішення, прийняті на Сіваському конгресі, повторювали всі основні принципи, проголошені на Ерзерумському конгресі. Так, затверджені на конгресі «основні положення», зокрема перші чотири пункти, майже без змін повторювали перші чотири параграфи резолюції Ерзерумського конгресу, де антигрецьку та антивірменську спрямованість було виражено більш визначеним та рішучим чином.  
На вимогу з'їзду у Сівасі султан Мехмед VI змінив главу уряду і дав згоду на вибори в парламент. Однак новообрані депутати відмовились переїздити до Стамбула. Вони приєдналися до Мустафи Кемаля і зробили своїм місцеперебуванням місто в глибині Анатолії — Анкару.
28 січня 1920 року парламент у Стамбулі прийняв «Національну обітницю». Фактично це була декларація незалежності: вона проголошувала цілісність турецької території, скасування іноземного економічного та фінансового контролю, всіх привілей західних держав. Змиритися з цим країни Антанти не могли. 16 березня 1920 року союзники, окупувавши Стамбул, розігнали палату депутатів і вислали їх на острів Мальту.
Слухняний новій владі султанський уряд оголосив Представницький комітет бунтівним, а самого Кемаля — злочинцем і заочно засудив його до смертної кари. В цих умовах 22 квітня 1920 року в Анкарі зібрався новий парламент — Великі національні збори Туреччини (ВНЗТ), до складу якого увійшли 105 депутатів з розігнаного британцями парламенту. Голова ВНЗТ Мустафа Кемаль проголосив новий орган єдиною законною владою в Туреччині. Одним із перших рішень стало прийняття тимчасової конституції Туреччини, в якій повнота законодавчої та виконавчої влади передавалася ВНЗТ, а від імені парламенту — його уряду.
Мехмед VI, оголосивши бунтівною нову владу в Анкарі, направив проти них армію, однак вона зазнала поразки від партизанів. Тоді проти прибічників Кемаля були введені частини грецької армії, яка у червні 1920 року захопила Східну Фракію та значну частину Західної Анатолії. Припускаючи, що зі збройним опором турків покінчено, лідери Антанти нав'язали у серпні 1920 року Севрський мирний договір, який мав офіційно закріпити поділ Туреччини між Великою Британією, Францією, Італією та Грецією. Північний схід країни переходив до Вірменії, а на південному сході передбачалося утворення Курдистану під протекторатом Великої Британії. Османська імперія як самостійна держава фактично припиняла своє існування.

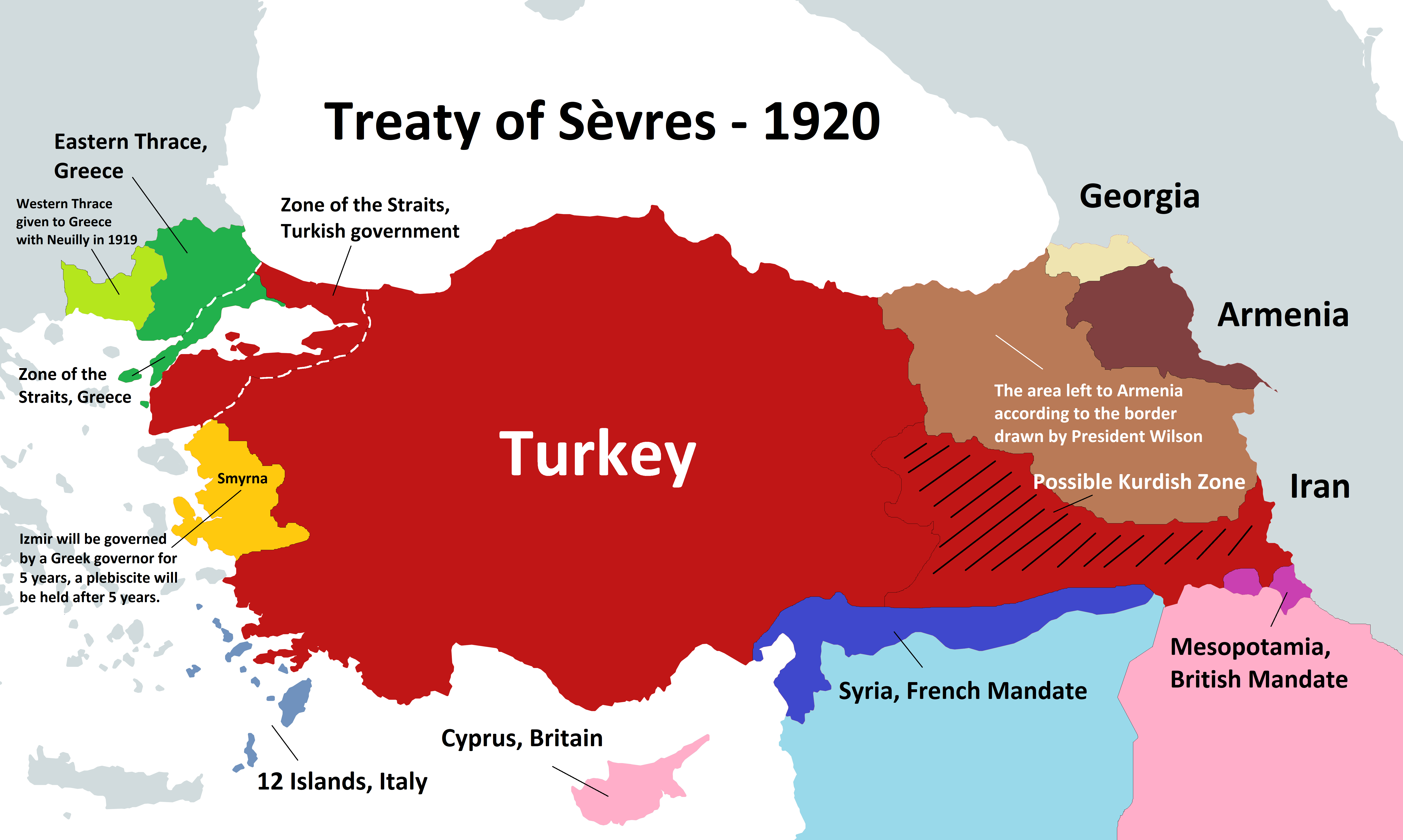
Кордони Туреччини за Севрським договором

Кабальні умови Севрського договору викликали в турецькому суспільстві хвилю обурення і прискорили зближення уряду ВНЗТ з керівництвом Радянської Росії на ґрунті загального протистояння Антанті. Ще у червні 1920 року Раднарком РСФРР заявив про своє визнання уряду ВНЗТ, після чого між Москвою та Анкарою були встановлені дипломатичні відносини. Військова допомога з Радянської Росії і затвердження більшовицької влади у Закавказзі ще більше переконали Кемаля в правильності його зовнішньополітичного курсу. 16 березня 1921 року в Москві було підписано Договір про дружбу та братерство між РСФРР і Туреччиною.
Відповіддю Антанти був новий наступ грецьких військ, який розпочався 31 березня 1921 року. Влітку грецьким частинам вдалося дійти до Анкари. Остаточний підсумок війни вирішився рік потому. В ході контрнаступу, який розпочався у серпні 1922 року, турецька армія змогла завдати вирішальної поразки грекам і змусити їх залишити територію Анатолії.

## Наслідки

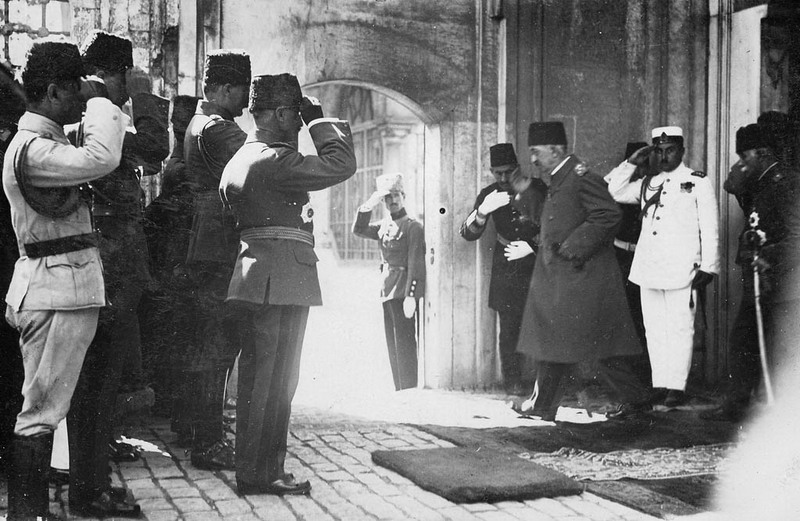
16 листопада 1922 Мехмед VI, формально ще залишався халіфом, звернувся до британської військової влади з проханням вивезти його зі Стамбула. 17 листопада він залишив Стамбул на борту британського лінкора «Малайя»

1 листопада 1922 року ВНЗТ в Анкарі ліквідували султанат, і Мехмед VI, останній османський монарх, залишив Стамбул на британському військовому кораблі 17 листопада. Халіфат як інститут об'єднання мусульман усього світу був збережений. Халіфом всіх мусульман був обраний представник султанської династії — Абдул Меджид II.
20 листопада 1922 року відкрилася конференція в Лозанні. РСФРР також брала участь, але лише в обговоренні питання про статус Чорноморських проток. Перемовини просувалися з труднощами. Росія вимагала не допускати проходу іноземних військових кораблів через протоки у мирний час, однак ця позиція не знайшла підтримки. 4 лютого 1923 року перемовини зірвалися, але 23 квітня 1923 року поновилися.    
Конференція в Лозанні завершилась підписанням Лозаннського договору 24 липня 1923 року. Це були умови остаточного миру. Туреччина зберігала за собою Східну Фракію і Смірну, але назавжди відмовлялася від претензій на Аравію, Єгипет, Судан, Триполітанію і Киренаїку, Месопотамію, Палестину, Трансйорданію, Ліван, Сирію та острови в Егейському морі. Відбувалася демілітаризація Чорноморських проток: чисельність гарнізону Стамбула не повинна була перевищувати 12 тисяч чоловік, всім країнам гарантувався вільний прохід через протоки у мирний час. Були ліквідовані Управління османського державного боргу і Капітуляції, скасовувався іноземний контроль над країною. Одночасно розпочалось проведення обміну населенням з Грецією, з якого виключалися греки, які проживали в Стамбулі та західнофракійські турки.  
Все нерухоме майно, а також землі переходили в руки урядів Греції та Туреччини. Всі іноземні війська повинні були залишити територію Туреччини. 6 жовтня 1923 року були виведені останні частини британських військ із зони проток.
В цей період в Туреччині була створена Народна партія, пізніше перейменована на Народно-республіканську партію. Ця партія стала правлячою в Туреччині, її беззаперечним лідером був Мустафа Кемаль. 29 жовтня 1923 року Туреччина була проголошена республікою, її столицею стала Анкара, першим президентом був обраний Мустафа Кемаль, а прем'єр-міністром — вірний соратник Мустафи Кемаля — Ісмет Іненю. Османська імперія остаточно припинила своє існування.

## Галерея
|                                                    |
| Британські війська входять в Багдад. Березень 1917 |

|                                              |
| Турецькі окопи на березі Мертвого моря. 1917 |

| |
| Солдати Хусейна бен Алі, що несуть прапор королівства Хиджаз, під час Арабського повстання 1916-1918 років |

|                                                            |
| 70-річний священик на чолі вірменського визвольного загону |